# ABM Galaxy Football Club
ABM Galaxy FC, nom complet Au Bon Marché Galaxy, est un club de football semi-professionnel basé à Port Vila, Vanuatu, fondé en 2014. 
Depuis sa création, le club a connu une ascension rapide dans les rangs du football vanuatuan, après avoir remporté la deuxième division en 2014-2015, la première division en 2017-2018, et la Premier League de Port Vila lors de sa première saison en 2018-2019.

## Histoire
La première mention d'un club sous le nom d'ABM Galaxy existant dans la capitale du pays remonte à mars 2015, indiquant leur participation au championnat de deuxième division de Port Vila 2014-2015, le plus bas niveau de football de la capitale. L'équipe a remporté la compétition de cette saison, et a été promue en première division de Port Vila. 
En 2016, le club a participé à la Coupe PVFA 2016, une compétition d'avant saison. Il a atteint les demi-finales. Le club a continué pour finir quatrième dans la première division 2016, et ensuite 6e dans l'édition 2017.
Le club a ensuite remporté la division et obtenu une montée en Premier League de Port Vila 2018-2019.
Au cours de la saison 2018-2019, le club termine deuxième de la saison régulière derrière le Tafea FC. Qualifié pour le "Top 4", il rencontre à nouveau Tafea en finale. Galaxy gagne 2-1, se qualifiant ainsi pour la Ligue des champions OFC 2019-2020.